# سافيرشين
سافيرشين هي قرية تقع في إقليم أراد في رومانيا. تبعد عن أراد 87 كم.

## السكان
حسب إحصائيات 2002 بلغ عدد سكان القرية 3,290 نسمة.

## أعلام
- يونوت بوبا